# الشتاء العاصف (مسلسل)
الشتاء العاصف أو  ذاك الشّتاء هبّت الرّياح (الكورية:그 겨울, 바람이 분다: بالإنجليزية:That Winter, The Wind Blows) هو مسلسل تلفزيوني من كوريا الجنوبية عرض في عام 2013 على إس بي إس. مقتبس من الرواية اليابانية I Don't Need Love, Summer للسيناريست نوح هي كيونغ.

## ملخص
جو ان سونغ بدور :اوسو وهو شاب يحب المقامرة وكان يحب فتاة لكنها توفيت وهي حامل بطفله لكنه اثناء مقامرة يخسر فيذهب ليمثل دور ابن عائلة ثرية ليرد الدين لصديقه
سونغ هي كيو بدور : أو يونج وهي فتاة عمياء تعاني من اليأس وكره الحياة بسبب ترك امها لها في صغرها حتى تتعرف على الشاب الذي يمثل انه شقيقها حتى تبدأ بالتعرف على الحياة من جديد

## وصلات خارجية
- مسلسل الشتاء العاصف,  الموقع الإلكتروني الرسمي لي سي بي سي الكورية (بالكورية)
- مسلسل الشتاء العاصف على هانسينما
- الشتاء العاصف على موقع IMDb (الإنجليزية)
- الشتاء العاصف على موقع نتفليكس (الإنجليزية)
- الشتاء العاصف على موقع فيلمافينيتي (الإسبانية)
- الشتاء العاصف على موقع كينوبويسك (الروسية)
- الشتاء العاصف على موقع قاعدة بيانات الفيلم (الإنجليزية)